# NGC 1815
NGC 1815 је расејано звездано јато у сазвежђу Трпеза које се налази на NGC листи објеката дубоког неба.
Деклинација објекта је - 70° 37' 16" а ректасцензија 5h 2m 27,3s. Привидна величина (магнитуда) објекта NGC 1815 износи 12,4 а фотографска магнитуда 12,4. NGC 1815 је још познат и под ознакама ESO 56-SC49.